# أولاد بوزيان (أولاد بنسعيد التحتاتية)
أولاد بوزيان هو دُوَّار يقع بجماعة عرب صباح زيز، إقليم الرشيدية، جهة درعة تافيلالت في المملكة المغربية. ينتمي الدوّار لمشيخة أولاد بنسعيد التحتاتية التي تضم 5 دواوير. يقدر عدد سكانه بـ 1679 نسمة حسب الإحصاء الرسمي للسكان والسكنى لسنة 2004.

## روابط خارجية
- البوابة الوطنية للجماعات الترابية
- المندوبية السامية للتخطيط